# پاسکال سیاکام
پاسکال سیاکام (فرانسوی: Pascal Siakam‎؛ زادهٔ ۲ آوریل ۱۹۹۴) بازیکن بسکتبال اهل کامرون است.